# Syndicat autonome valdôtain des travailleurs
Le Syndicat autonome valdôtain des travailleurs, souvent abrégé en SAVT, est une organisation syndicale de type autonomiste et régionaliste fondé en Vallée d'Aoste le 1er mai 1952.
Il comprend également l'Association valdôtaine des consommateurs et des usagers (AVCU).

## Historique
Après la Seconde Guerre mondiale, une partie des travailleurs étaient inscrits au syndicat Confédération générale italienne du travail, fortement influencé par le Parti communiste italien; les autres étaient inscrits à la C.I.S.L., qui venait de se détacher de la C.G.I.L. et était orienté vers la Démocratie chrétienne italienne.
Son premier secrétaire est Sylvain Bois. Il déclare lors de la réunion du comité de création du SAVT : « Il est nécessaire, il est juste, il est fatal que ce soit nous, comme syndicat valdôtain, qui prenions en main la direction de la classe ouvrière et agricole valdôtaine et qui cherchions avec elle les moyens de résoudre chez nous les problèmes des rapports sociaux. »
Dès sa création, le syndicat valdôtain publie un journal « Le Réveil Social ».
Bien que le SAVT ne soit lié à aucun parti politique, depuis sa fondation jusqu'aux années 1970 il a le droit de nommer trois représentants au sein du comité central de l'Union valdôtaine, exerçant ainsi une influence sur les choix de cet organe.

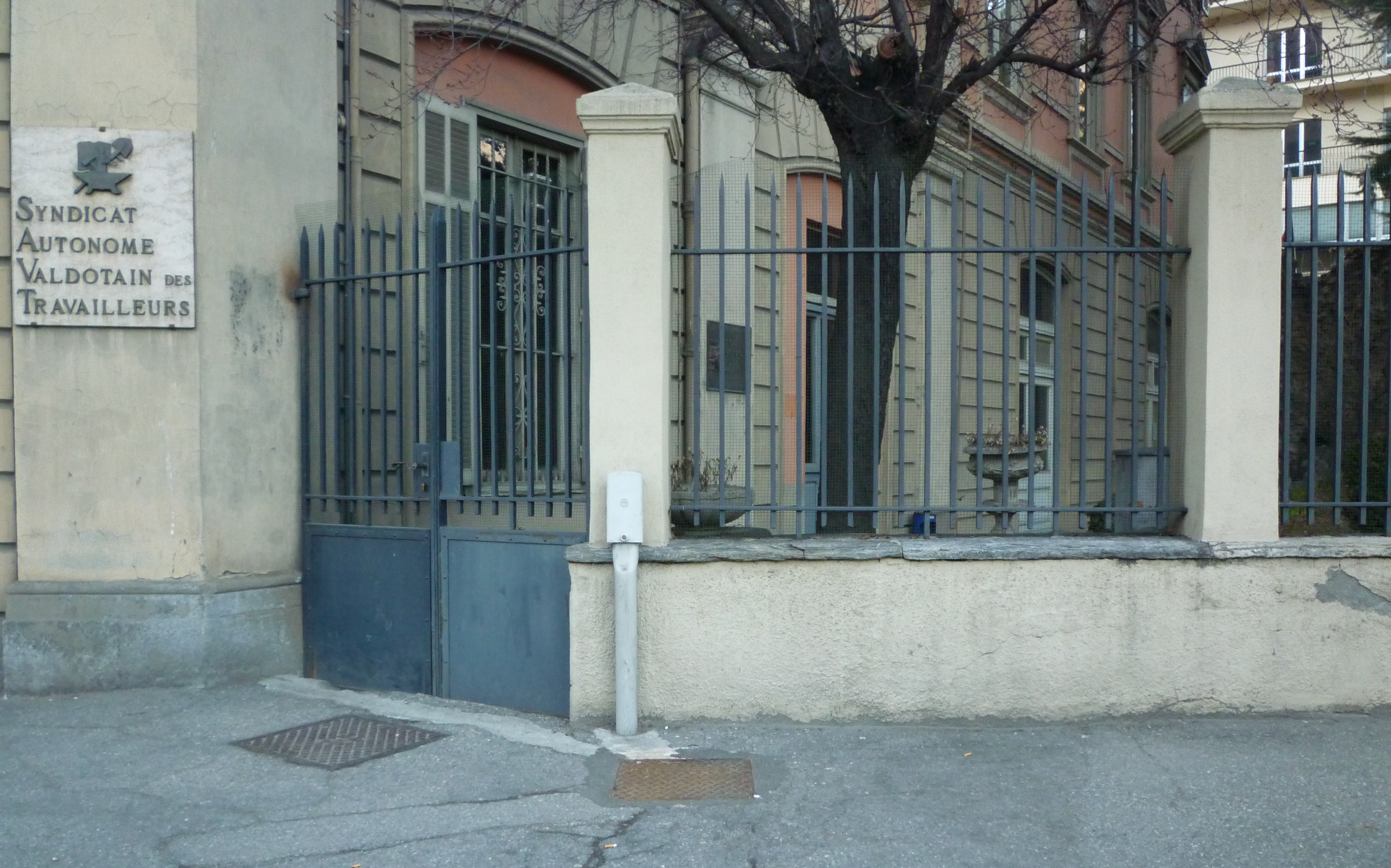
L'ancien siège du SAVT, place Innocent Manzetti.
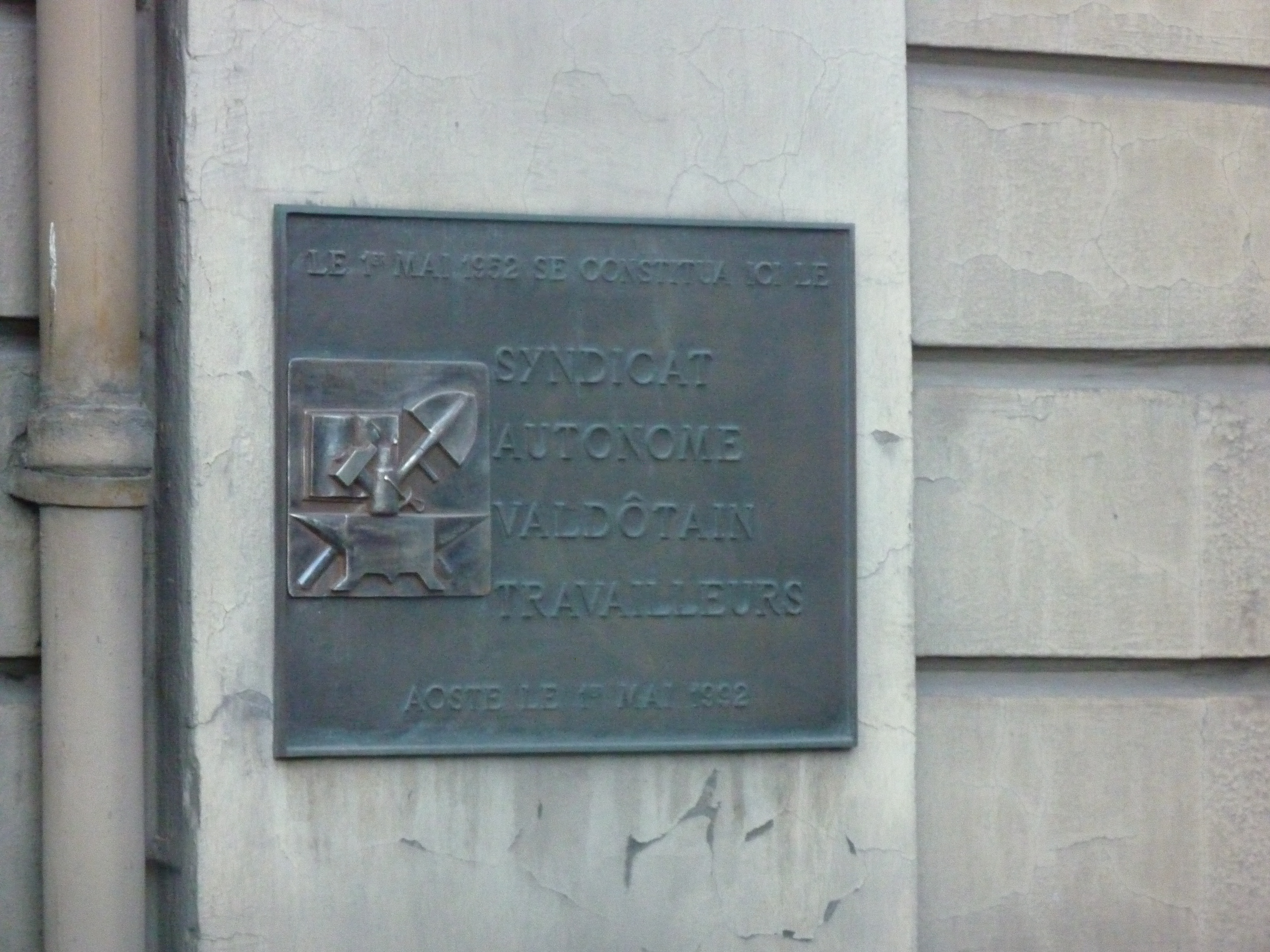
Plaque commémorative de la fondation du SAVT.

## Secrétaires nationaux
- 1952-1959 : Sylvain Bois ;
- 1959-1968 : Jean-Charles Ravet ;
- 1968-1986 : Ovando Vallet (secrétaire d'organisation), Attilio Désandré (secrétaire technique) et Albert Vuillermoz (secrétaire administratif) ;
- 1968 : Mario Andrione (commissaire) ;
- 1968 : Pierre Fosson et Albert Vuillermoz (secrétaire administratif) ;
- 1968-1969 : Pierre Fosson, Albert Vuillermoz et François Stévenin ;
- 1969-1983 : François Stévenin ;
- 1983-1993 : Ezio Donzel ;
- 1993-2000 : Firmino Curtaz ;
- 2000 - 2019 : Guido Corniolo ;
- 2019 : Alessia Démé ;
- 2019 - en charge : Claudio Albertinelli.